# Dieter Stern
Dieter Max Stern (* 14. Mai 1934 in Sarstedt; † 15. September 2011 in Hannover) war ein deutscher Schachspieler und Großmeister im Fernschach.

## Fernschach
Seit 1961 spielte Stern Fernschach. Er qualifizierte sich für das Finale der neunten deutschen Fernschachmeisterschaft 1964/67, in dem er einen geteilten zweiten Platz belegte. Parallel nahm er an Qualifikationsturnieren für die Weltmeisterschaft teil. Nach seinem Sieg im Halbfinale erreichte er in der Endrunde der sechsten Weltmeisterschaft 1971 Platz 5 bis 7. Bei der 7. und 9. Fernschach-Olympiade war er für Deutschland erfolgreich. Für das Erreichen der Großmeisternorm im Kurt-Klar-Gedenkturnier verlieh ihm der Deutsche Fernschachbund 1985 die Goldene Ehrennadel.

## Turnierschach
Auch am Brett erreichte Stern Meisterstärke. Er gewann zweimal die Meisterschaft von Niedersachsen. 1959 erreichte er in Minden mit dem Hannoverschen SK die Endrunde der deutschen Mannschaftsmeisterschaft, ebenso 1964 in Solingen. 1959 wurde er mit dem Hannoverschen Schachklub deutscher Mannschaftsmeister. 1966 gewann er das Deutsche Kandidatenturnier und nahm im folgenden Jahr an der deutschen Einzelmeisterschaft in Kiel teil; dort erreichte er Platz 9. In der viergleisigen 1. Bundesliga hatte Stern insgesamt 16 Einsätze für den Hannoverschen SK, für den er auch in den 1980er Jahren noch gelegentlich in der 2. Bundesliga spielte.

## Privat
Stern arbeitete bis 1995 bei der Sozialversicherung in Hannover.